# Crotalaria descampsii
Crotalaria descampsii är en ärtväxtart som beskrevs av Marc Micheli. Crotalaria descampsii ingår i släktet sunnhampor, och familjen ärtväxter. Inga underarter finns listade i Catalogue of Life.